# Sven Lindqvist
Pour le footballeur, voir Sven Lindqvist (football).
Pour les articles homonymes, voir Sven et Lindqvist.
Sven Lindqvist, né le 28 mars 1932 à Stockholm et mort le 14 mai 2019 dans la même ville, est un écrivain suédois. Il est l'auteur de plus de trente ouvrages, principalement documentaires, sur l’Amérique latine, la Chine et l’Afrique, entre autres, dans lesquels il traite à plusieurs reprises de sujets tels que l’impérialisme, le colonialisme, le racisme et la guerre.

## Biographie
Fils d'enseignants, Sven Lindqvist étudie au prestigieux gymnasium Södra Latins et s'y lie d'amitié avec Tomas Tranströmer. Il étudie ensuite la littérature et le chinois à l'université de Stockholm. Il poursuit ses études à Pékin où il devient attaché culturel à l'ambassade de Suède. C'est là qu'il écrit (avec sa première femme, Cecilia Lindqvist) l'essai La Chine familière (1963) qui sort en France chez Plon en 1965.
En 1966, il obtient un doctorat en histoire de la littérature de l'université de Stockholm.
Malgré une importante bibliographie, il reste absent des librairies françaises jusqu'en 1999 quand les éditions Le Serpent à Plumes publient Exterminez toutes ces brutes !, puis, en 2002, Maintenant tu es mort. Le siècle des bombes. Exterminez toutes ces brutes est réédité en 2007 aux éditions Les Arènes en même temps qu'un nouvel ouvrage de l'auteur, Terra Nullius, consacré à l'extermination des Aborigènes d'Australie.
Sven Lindqvist mène une sorte de travail de documentariste dans des ouvrages très originaux où se mêlent dans un même mouvement essai, recherche historique, autobiographie, littérature, critique et carnet de voyage.

## Œuvres
- Ett förslag (1955)
- Handbok (1957)
- Reklamen är livsfarlig (1957)
- Hemmaresan (1959)
- Praktika (1962)
- Kina inifrån (1963), écrit en collaboration avec Cecilia Lindqvist La Chine familière, traduit par Marcellita de Moltke-Huitfeld, dessins de Claude Piéchaud, Paris, Plon, 1965 (BNF 33080276)
- Asiatisk erfarenhet (1964)
- Dagbok och diktverk (1966)
- Myten om Wu Tao-tzu (1967)
- Slagskuggan (1969)
- Självklara saker (1970)
- Jord och makt i Sydamerika (1973)
- Jordens gryning - Jord och makt i Sydamerika del II (1974)
- Arbetsbyte (1976)
- Lägenheter på verkstadsgolvet (1977)
- Gräv där du står (1978)
- Hamiltons slutsats (1980)
- Kina nu (1980) (avec Cecilia Lindqvist)
- Hamiltons slutsats (1980)
- En älskares dagbok (1981)
- En gift mans dagbok (1982)
- En underjordisk stjärnhimmel (1984)
- Elefantens fot (1985)
- Bänkpress (1988)
- Ökendykarna (1990) Les Plongeurs du désert, traduit par Hélène Hervieu, dans le volume omnibus intitulé Le Voyage saharien (qui inclut également Exterminez toutes ces brutes), Paris, Les Arènes, 2018  (ISBN 978-2-35204-722-3)
- Livstidsmänniskan (1992)
- Utrota varenda jävel (sv) (1992) Exterminez toutes ces brutes !, traduit par Alain Gnaedig, Paris, Le Serpent à plumes, 1999  (ISBN 2-84261-113-6) ; réédition, Paris, Les Arènes, 2006  (ISBN 978-2-35204-005-7) ; réédition avec une préface de Patrick de Saint-Exupéry, Paris, Les Arènes, 2014  (ISBN 978-2-35204-321-8)
- Arbete & kärlek (1995)
- Antirasister (1995)
- Nu dog du: Bombernas århundrade (1999) Maintenant tu es mort : le siècle des bombes, traduit par Cécilia Monteux et Marie-Ange Guillaume, Paris, Le Serpent à plumes, 2002  (ISBN 2-84261-328-7) ; réédition augmentée sous le titre Une histoire de bombardement, Paris, La Découverte, 2012  (ISBN 978-2-7071-7132-0)
- Framtidslandet (2000)
- Terra nullius - en resa genom ingens land (2005) Terra nullius, traduit par Hélène Hervieu, Paris, Les Arènes, 2006  (ISBN 978-2-35204-000-2)
- Fadern, sonen och den heliga motorcykeln (2006)
- Avsikt att förinta (2008)

### Autres ouvrages traduits en anglais
- The Myth of Wu Tao-tzu (Myten om Wu Tao-tzu, 1967), réédition, Londres : Granta Books, 2012  (ISBN 9781847085221)
- The shadow: Latin America faces the seventies (Slagskuggan : Latinamerika inför 70-talet, 1969)
- Land and Power in South America (Jord och makt i Sydamerika, 1973–1974, 2 vol.)
- Bench Press (Bänkpress, 1988)
- Desert Divers (Ökendykarna 1990)
- The Skull Measurer's Mistake: And Other Portraits of Men and Women Who Spoke Out Against Racism (Antirasister: människor och argument i kampen mot rasismen 1750-1900, 1996)